# Fagget Fairys
Fagget Fairys er en dansk duo, der består af DJ Sensimilla (Carla Camilla Hjort) og MC ENA (Elena Carli Čosović).
Første single "Feed the Horse" er samtidig titlen på debutalbummet, der udkom i marts 2009. Albummet modtog fem ud af seks stjerner i musikmagasinet GAFFA og fire ud af seks stjerner i soundvenue.
De har med vilje stavet navnet "Fagget Fairys", og ikke "Faggot Fairies", hvilket ville havet være korrekt engelsk.
I New York mødte Fagget Fairys også Rasmus Bille Bähncke aka Popdaddy, der sammen med Carla Camilla har været hovedproducer på det kommende album Feed the Horse.

## Diskografi
- Feed the Horse (2009)